# Killer dello Zodiaco
Killer dello Zodiaco (Zodiac Killer noto anche come Zodiac) è lo pseudonimo con cui è noto un serial killer mai identificato e attivo nella California settentrionale alla fine degli anni '60 del XX secolo. Fu lo stesso assassino a firmarsi come "Zodiac" in una serie di lettere inviate alla stampa fino al 1974, contenenti anche quattro crittogrammi o messaggi cifrati, due dei quali rimangono tuttora senza soluzione.
Le vittime di Zodiac furono sette (quattro uomini e tre donne di età comprese fra i 16 e i 29 anni, a Benicia, a Vallejo, al Lago Berryessa e a San Francisco) tra il dicembre 1968 e l'ottobre 1969; due sopravvissero alle aggressioni. Gli sono state attribuite anche numerose altre vittime, senza tuttavia sufficienti prove per confermarle.
La polizia di San Francisco aveva catalogato il caso come "inattivo" nell'aprile del 2004, ma lo riaprì nel marzo 2007.

## Le vittime

### Accertate
Sebbene Zodiac abbia affermato nelle sue lettere ai giornali di aver ucciso almeno 37 persone, gli inquirenti gli hanno attribuito solo sette vittime, due delle quali sopravvissute:
- David Arthur Faraday, 17 anni, e Betty Lou Jensen, 16: uccisi con un'arma da fuoco alle 22:56 il 20 dicembre 1968 sulla Lake Herman Road ai confini di Benicia (California).
- Michael Renault Mageau, 19 anni, e Darlene Elizabeth Ferrin, 22, furono feriti da colpi d'arma da fuoco nella notte del 4 luglio 1969 nel parcheggio del Blue Rock Springs Golf Course, nella periferia di Vallejo. Darlene fu dichiarata morta all'arrivo al Kaiser Foundation Hospital, mentre Michael sopravvisse.
- Bryan Calvin Hartnell, 20 anni, e Cecelia Ann Shepard, 22: accoltellati il 27 settembre 1969 in quella che oggi è chiamata la "Zodiac Island" sul Lago Berryessa, nella contea di Napa; Hartnell riuscì a sopravvivere a ben sei pugnalate alla schiena, mentre Shepard morì in seguito alle ferite, dopo due giorni d'agonia al Queen of the Valley Hospital a Napa. L'assassino attaccò entrambi vestito da boia, spacciandosi per un detenuto fuggito da una prigione nelle vicinanze. Sulla sua maschera era inciso in rosso il suo simbolo, un cerchio con al centro una croce.[5]
- Paul Lee Stine, 29 anni, fu ucciso con un'arma da fuoco l'11 ottobre 1969 nel quartiere di Presidio Heights, a San Francisco.

### Presunte
Gli sono state attribuite molte altre potenziali vittime per le quali mancano però prove certe. Alcune di queste sono:
- Ray Davis, 27 anni, 10 aprile 1962. Lo storico Kristi Hawthorne suggerisce che Zodiac potrebbe aver ucciso il tassista Ray Davis nell'aprile 1962 a Oceanside, in California. Il 9 aprile 1962, il giorno prima dell'omicidio, un individuo ritenuto il colpevole aveva telefonato al dipartimento di polizia di Oceanside e aveva detto a loro: "sto per tirare fuori qualcosa qui a Oceanside e non sarai mai in grado di capirlo". Pochi giorni dopo l'omicidio, la polizia ha ricevuto un'altra telefonata da cui si presume fosse lo stesso individuo, in cui ha raccontato alla polizia i dettagli dell'omicidio e ha detto che avrebbe ucciso un autista di un autobus. In seguito alla ricerca di Hawthorne, la polizia di Oceanside ha annunciato che stavano esaminando possibili connessioni tra l'omicidio e Zodiac.
- Robert Domingos, 18 anni, e Linda Edwards, 17: uccisi con arma da fuoco il 4 giugno 1963, su una spiaggia nei pressi di Lompoc. Edwards e Domingos sono stati inseriti fra le possibili vittime di Zodiac a causa delle somiglianze fra le loro uccisioni e l'aggressione al Lago Berryessa.
- Cheri Jo Bates, 18 anni, pugnalata a morte e quasi decapitata il 30 ottobre 1966 al community college di Riverside (California). Il possibile legame fra l'omicidio di Bates e Zodiac venne alla luce solo quattro anni dopo il delitto, quando Paul Avery, giornalista del San Francisco Chronicle, ricevette una soffiata riguardo a somiglianze fra i delitti del serial killer e alcune circostanze del caso Bates.
- Kathleen Johns, 22 anni sequestrata il 22 marzo 1970 sulla Highway 132, a ovest di Modesto (California). Ella fuggì dall'auto su cui un uomo l'aveva fatta salire e in cui stava portando lei e la sua neonata in giro tra Stockton e Patterson da circa tre ore. Dopo aver raggiunto la stazione di polizia di Patterson, vide alla parete il manifesto con l'identikit di Zodiac e lo identificò come il rapitore.
- Donna Lass, 25 anni, vista per l'ultima volta il 26 settembre 1970 a South Lake Tahoe (California). Una cartolina con una pubblicità del residence Forest Pines (vicino a Incline Village, sul Lago Tahoe) incollata sul retro fu ricevuta dal Chronicle il 22 marzo 1971 e venne interpretata da alcuni come la rivendicazione di Zodiac, sebbene ciò faccia pensare a un errore di calcolo (nella lettera del 26 luglio 1970 egli già affermava di aver fatto tredici vittime; Lass sarebbe dovuta essere la quattordicesima, non la dodicesima, come di desume dalla cartolina di Forest Pines). Fu trovato in un crepaccio sull’Interstate californiana nel 1986 un teschio, che tramite tecniche riguardanti campioni di DNA, fu finalmente attribuito a Lass nel 2023. Non ci fu un'indagine ufficiale a causa di conflitti di giurisdizione tra il dipartimento di polizia di South Lake Tahoe e quello dello sceriffo, e non è neppure sicuro che sia stato effettivamente commesso alcun crimine.

## Storia

### Lake Herman Road

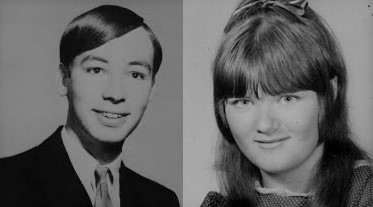
David Arthur Faraday e Betty Lou Jensen

La serie di crimini attribuiti a Zodiac ebbe inizio con l'omicidio di Betty Lou Jensen e David Faraday, commesso il 20 dicembre 1968 a Benicia, in California. La coppia era al primo appuntamento e aveva intenzione di assistere a un concerto natalizio alla Hogan High School, a pochi isolati dalla casa di Jensen, ma alla fine decise di fare visita a un amico e di fermarsi quindi in un ristorante. Verso le 22:15, Faraday parcheggiò la sua Rambler station wagon in una piazzola sulla Lake Herman Road. Poco dopo le 23, Zodiac parcheggiò accanto a loro, e tale dinamica è confermata dalla testimonianza rilasciata da un autista che quella notte, passando lì accanto, notò la presenza di entrambe le macchine, non riuscendo tuttavia a vedere chi ci fosse all'interno. Pochi istanti dopo sentì un rumore che pareva uno sparo, ma non ne fu sicuro poiché aveva l'autoradio accesa. Zodiac sparò a Faraday una volta alla testa e a Jensen cinque volte alla schiena mentre la ragazza cercava di scappare. I loro corpi furono trovati pochi minuti dopo da Stella Borges, che abitava nelle vicinanze; la donna avvisò il capitano Daniel Pitta e l'ufficiale di polizia William T. Warner. Al caso lavorò il detective Les Lundblad del dipartimento dello sceriffo della contea di Solano, ma le indagini non portarono a nulla.

### Blue Rock Springs
Poco prima della mezzanotte del 4 luglio 1969, Darlene Ferrin e Michael Mageau entrarono nel parcheggio del Blue Rock Springs Golf Course di Vallejo, in California, a 6,4 km dal luogo del delitto precedente. Mentre sedevano nell'auto della Ferrin, un'altra auto si avvicinò e parcheggiò accanto alla loro, poi si allontanò quasi subito, quindi tornò dopo circa dieci minuti. Zodiac parcheggiò dietro di loro per impedire loro la fuga, scese dall'auto e si accostò alla macchina delle vittime dalla parte del passeggero, usando una torcia per accecare i due ragazzi, quindi sparò loro con una Luger da 9 mm. La Ferrin venne dichiarata morta all'arrivo in ospedale, Mageau sopravvisse, sebbene il killer gli avesse sparato al volto, al collo e al torace. A 00:40 del 5 luglio un uomo fece una telefonata anonima al Dipartimento di Polizia di Vallejo per riferire l'accaduto, rivendicando la responsabilità dell'aggressione, nonché quella degli omicidi di Jensen e Faraday. La polizia rintracciò la chiamata da una cabina telefonica in una stazione di servizio a Springs and Tuolumne, a circa mezzo chilometro dalla casa della Ferrin e solo a pochi isolati di distanza dal Dipartimento dello sceriffo di Vallejo.
Darlene Ferrin faceva la cameriera al Terry's Waffle House di Vallejo. In un libro di successo sul caso, Zodiac, pubblicato diciassette anni dopo il delitto, venne riportata una voce, non suffragata da prove, che Zodiac fosse un ammiratore della Ferrin e frequentasse regolarmente il locale. Il libro afferma che ella fosse al corrente che egli era l'autore dell'omicidio di Lake Herman Road (e forse di altri) e che egli l'abbia uccisa per impedirle di denunciarlo o perché lo stava ricattando in cambio del suo silenzio. Queste supposizioni non sono supportate da alcuna prova e possono essere fatte risalire al film The Zodiac Killer del 1971, al romanzo The Zodiac Killer di Jerry Weissman del 1979 e a un articolo di Bill Wallace apparso sul Chronicle del 4 maggio 1981.
Inizialmente del caso vennero incaricati i detective John Lynch ed Ed Rust del Dipartimento di Polizia di Vallejo, sostituiti in seguito da Jack Mulanax negli anni settanta.

### Le prime lettere

Il simbolo usato dal Killer dello Zodiaco per firmare le sue lettere

Il 1º agosto 1969 tre lettere quasi identiche vennero recapitate a tre quotidiani: Vallejo Times-Herald, San Francisco Chronicle e San Francisco Examiner. In esse "Zodiac", come si firmava l'autore, rivendicava la responsabilità dei tre omicidi e inoltre allegava per ciascuna di esse una terza parte di un crittogramma, per un totale di 408 caratteri (24 righe e 17 colonne), che a suo dire nascondeva la sua identità. L'autore chiese che ciascuna parte fosse stampata sulla prima pagina del rispettivo quotidiano, altrimenti si sarebbe infuriato e avrebbe ucciso una dozzina di persone quel weekend. Tutte e tre le parti del crittogramma furono pubblicate e le minacce non ebbero seguito.
Il 4 agosto 1969 un'altra missiva venne recapitata al San Francisco Examiner, con il saluto «Dear Editor This is the Zodiac speaking» ("Caro Direttore Qui è Zodiac che parla"); essa era una risposta alla richiesta del commissario Stiltz di Vallejo di fornire ulteriori dettagli sugli omicidi per verificarne l'autenticità. L'8 agosto 1969 due lettori del quotidiano, Donald e Bettye Harden di Salinas, riuscirono a risolvere il crittogramma, che non conteneva il nome di Zodiac, il messaggio recita (compresi gli errori presenti nel testo originale in inglese):
Il significato degli ultimi diciotto simboli non è stato chiarito.
La seconda lettera criptata ricevuta dal San Francisco Chronicle nel 1969, composta da 340 lettere, è stata decriptata il 3 dicembre 2020, dopo circa 51 anni, da un trio di persone formato da uno sviluppatore di software della Virginia David Oranchak, da Jarl Van Eycke, un programmatore belga e da Sam Blake, un matematico australiano. La notizia è stata confermata dall'account Twitter ufficiale dell'FBI il 12 dicembre 2020.
Nel programma televisivo Unsolved Mysteries è stato ipotizzato che in essi Zodiac si sia firmato con il nome Theodore Kaczynski. Tony Polito, professore associato della East Caroline University, sostiene in un documento reso pubblico su internet di aver decriptato il codice, che corrisponderebbe a "Mr. Arthur Leigh Allen", e avvalora l'ipotesi che questa fosse la firma finale di quello che risultò essere, all'epoca, il principale sospettato della catena di omicidi.
Secondo il giornalista italiano Francesco Amicone, il nome cifrato di 13 simboli inserito da Zodiac nella lettera del 20 aprile 1970 sarebbe "Joe Bevilacqua".

### Lago Berryessa

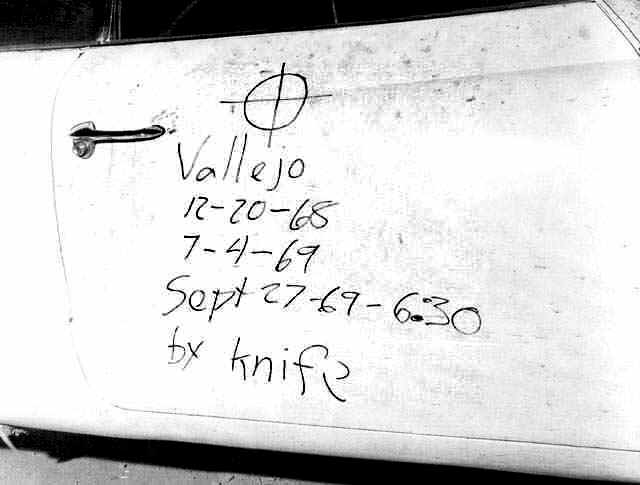
Le scritte trovate sulla portiera dell'auto di Bryan Hartnell

Il 27 settembre 1969 Bryan Hartnell e Cecelia Shepard stavano facendo un picnic sulle rive del lago Berryessa, su una piccola isola nei pressi di Twin Oak Ridge. Si avvicinò a loro un uomo con un costume da boia, con occhiali scuri a coprire i buchi per gli occhi e sul petto un simbolo bianco, lo stesso usato per firmare le lettere di Zodiac, con una pistola Hartnell .45 ACP. L'uomo dichiarò di essere evaso dal carcere di Deer Lodge, nel Montana, dopo aver ucciso una guardia e rubato un'auto, e spiegò che aveva bisogno della loro auto e dei loro soldi per fuggire in Messico. Aveva portato delle corde con cui ordinò alla Shepard di legare Hartnell, prima di legarla a sua volta di persona. Zodiac controllò anche i nodi fatti a Hartnell e li strinse dopo essersi accorto che la ragazza li aveva lasciati allentati. Hartnell credeva a quel punto che si trattasse solo di una rapina alquanto bizzarra, ma Zodiac estrasse un coltello e pugnalò entrambi, quindi tornò su Knoxville Road, tracciò sullo sportello dell'auto di Hartnell il simbolo del cerchio attraversato dalla croce e vi scrisse sotto: «Vallejo 12-20-68, 7-4-69, Sept 27-69-6:30 by knife», ovvero le date degli omicidi e l'indicazione relativa all'ultimo "con il coltello" alla fine.

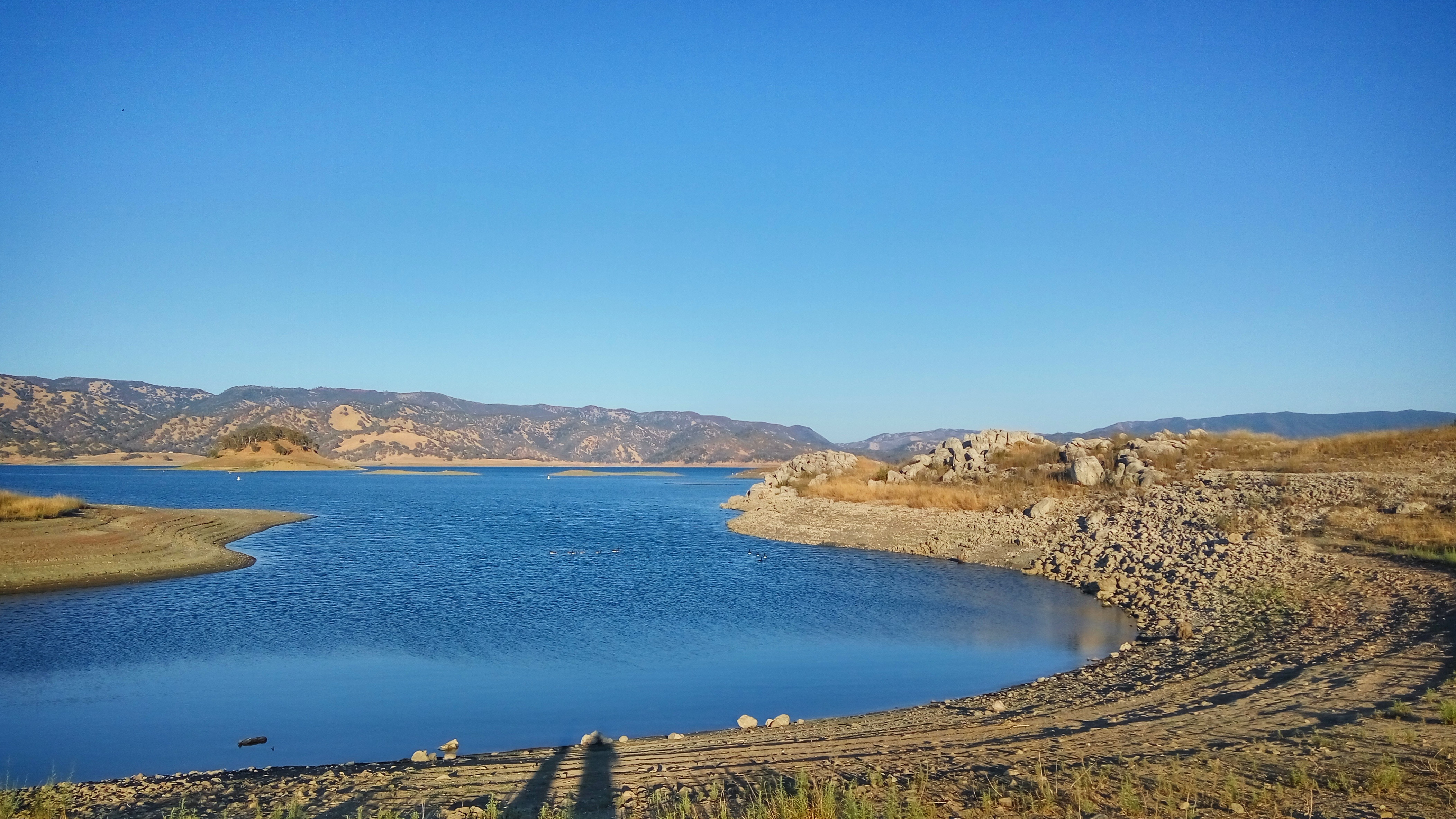
Veduta del lago Berryessa

Alle 19:40 l'assassino telefonò all'ufficio dello sceriffo della contea di Napa da una cabina per riferire l'accaduto; la chiamata fu rintracciata dalla Napa Car Wash sulla Main Street di Napa, la cornetta ancora sollevata, dal cronista Pat Stanley, della stazione radio KVON, a pochi isolati di distanza dall'ufficio dello sceriffo e a 43 km dalla scena del crimine. Gli investigatori rilevarono delle impronte digitali recenti dall'apparecchio, ma non riuscirono a farle corrispondere a quelle di alcun sospetto.
Un uomo e suo figlio, a pesca al lago lì vicino, trovarono le vittime attirati dalle loro grida di aiuto e chiamarono i ranger del parco. Dave Collins e Ray Land, del Dipartimento dello sceriffo della contea di Napa, furono i primi agenti delle forze dell'ordine ad arrivare sul luogo dell'aggressione. Cecelia Shepard era ancora cosciente quando Collins arrivò e poté fornirle una descrizione dettagliata dell'aggressore. Hartnell e Shepard furono portati al Queen of the Valley Hospital di Napa in ambulanza. La Shepard cadde in stato di coma durante il trasporto in ospedale e morì senza riprendere coscienza due giorni dopo, mentre Hartnell sopravvisse e poté riferire la sua testimonianza alla stampa. Il detective Ken Narlow, lavorò al caso fino alla pensione nel 1987.

### Presidio Heights

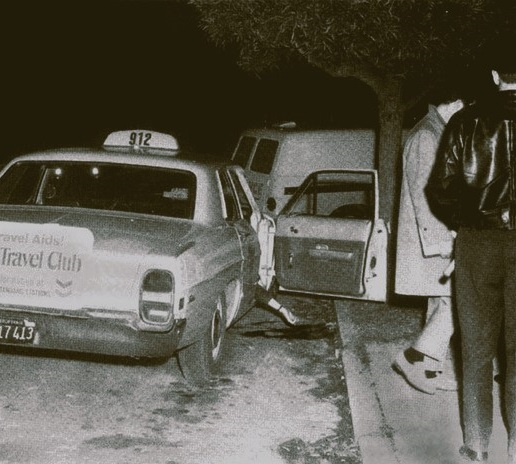
La scena del crimine dell'omicidio del tassista

L'11 ottobre 1969 un uomo entrò nel taxi guidato da Paul Stine all'incrocio fra Mason Street e Geary Street, a San Francisco, e chiese di essere portato in Washington and Maple Street, nel quartiere di Presidio Heights. Per ragioni sconosciute, il tassista si fermò all'isolato successivo, sulla Cherry Street, dove l'uomo gli sparò un colpo alla testa con una pistola 9 mm, poi gli rubò il portafogli e le chiavi dell'auto e gli strappò un pezzo di camicia. Venne visto da tre ragazzini dalle finestre della loro casa dall'altro lato della strada alle 21:55, che poi chiamarono la polizia, mentre il crimine era ancora in atto. Assistettero l'uomo pulire l'auto e quindi allontanarsi a piedi verso Presidio Heights, a nord. La polizia arrivò qualche minuto dopo e i tre testimoni oculari riferirono che il killer doveva essere ancora vicino. A due isolati di distanza dalla scena del crimine, l'agente Don Fouke, che stava rispondendo alla chiamata, notò un uomo bianco camminare sul marciapiede e quindi sparire per delle scale che portavano al retro di una delle case; l'incontro durò solo 5-10 secondi. Il suo collega Eric Zelms non vide l'uomo. La comunicazione alla radio li aveva avvisati di cercare un sospetto di pelle nera e non un bianco, quindi non avevano motivo per fermare l'uomo e passarono in auto senza accostare; questo equivoco nella descrizione del sospettato rimase senza spiegazione. Quando raggiunsero Cherry Street, Fouke venne a sapere che in realtà avrebbero dovuto cercare un sospettato bianco e capì che erano passati a pochi metri dal killer. Fouke concluse che Zodiac stava tornando alla sua destinazione originaria verso Presidio Heights, perciò tornarono indietro per cercarlo, ma senza trovarlo. I tre ragazzini fornirono un identikit dell'assassino del tassista dove venne descritto di circa 25-35 anni. I detective Bill Armstrong e Dave Toschi furono assegnati al caso; il Dipartimento di Polizia di San Francisco si ritrovò alla fine ad avere circa 2.500 sospettati nel corso degli anni. Il 14 ottobre 1969 il Chronicle ricevette un'altra lettera da Zodiac, che stavolta conteneva un lembo della camicia di Paul Stine come prova di essere effettivamente l'assassino; nella stessa missiva minacciava di sparare ai ragazzini testimoni. Fu solo allora che la polizia collegò Zodiac all'omicidio di Presidio Heights.
Alle 2 di notte del 22 ottobre 1969 qualcuno che affermò di essere Zodiac chiamò il Dipartimento di Polizia di Oakland, chiedendo che uno dei due celebri avvocati, F. Lee Bailey o Melvin Belli, apparisse nel talk show della mattina condotto da Jim Dunbar. Bailey non era disponibile, ma Belli accettò. Il conduttore chiese agli spettatori di lasciare le linee telefoniche dello studio libere, affinché Zodiac potesse mettersi in contatto con loro: alla fine qualcuno che affermò di essere Zodiac telefonò diverse volte per parlare con Belli e dichiarò di chiamarsi Sam. Belli accettò di incontrarlo a Daly City, ma l'uomo non si presentò. Gli agenti di polizia che avevano già sentito la voce di Zodiac, perché avevano risposto alle sue precedenti telefonate, ascoltarono la voce di "Sam" e furono concordi nel dire che non fosse Zodiac. Ulteriori telefonate che Belli ricevette dal sospettato furono rintracciate e si scoprì che provenivano dal Napa State Hospital, dove si scoprì che "Sam" era un paziente affetto da malattia mentale.
L'8 novembre 1969 Zodiac spedì un biglietto con un altro crittogramma di 340 caratteri, rimasto indecifrato fino al 2020. Il 9 novembre 1969 spedì una lettera di sette pagine, in cui affermava che due poliziotti lo avevano fermato e persino parlato con lui tre minuti dopo aver ucciso Stine. Estratti della missiva vennero pubblicati sul Chronicle il 12 novembre, inclusa questa affermazione di Zodiac; quello stesso giorno, Don Fouke scrisse un memorandum in cui spiegava ciò che era successo quella notte.
Il 20 dicembre 1969 Zodiac spedì una lettera all'avvocato Belli, in cui gli chiedeva aiuto, allegando anche un altro pezzo della camicia di Stine.

### Modesto
Nella notte del 22 marzo 1970, Kathleen Johns stava guidando da San Bernardino a Petaluma per andare a trovare la madre; era incinta di sette mesi e aveva con sé la figlia di dieci mesi. Mentre si dirigeva verso ovest sulla Highway 132 vicino a Modesto, un'auto dietro cominciò a lampeggiare e a suonare il clacson. La Johns accostò e si fermò, l'uomo nell'auto parcheggiò dietro di lei, disse che aveva notato che la gomma posteriore destra della macchina della donna si stava allentando e si offrì di aggiustarla e la donna accettò. Dopo che ebbe finito il lavoro, l'uomo rientrò nella sua macchina e si allontanò; quando la Johns rimise in moto l'auto e ripartì, la gomma si staccò del tutto. L'uomo, che non si era allontanato di molto, si fermò, fece marcia indietro e si offrì di portarla alla stazione di servizio più vicina per chiedere aiuto. La Johns salì nell'auto dell'uomo con la bambina. Oltrepassarono senza fermarsi parecchie stazioni di servizio: proseguirono per circa tre ore, girando nei pressi di Tracy, e quando la donna chiedeva all'uomo perché non si fermasse, egli cambiava argomento. Quando il guidatore si fermò a un incrocio, la Johns saltò via dall'auto stringendo fra le braccia la figlia e si nascose in un campo. L'uomo scese per cercarle, ma quando vide che si stava avvicinando un camion fuggì via. Kathleen Johns raggiunse in autostop la stazione di polizia di Patterson dove, mentre narrava l'accaduto all'agente di servizio, vide il manifesto con l'identikit dell'assassino del tassista e riconobbe in esso l'uomo che aveva rapito lei e sua figlia. L'auto della donna venne ritrovata incendiata.
Esistono versioni differenti del rapimento della Johns: la maggior parte afferma che l'uomo avesse minacciato di uccidere lei e la bambina, mentre le portava in giro in auto, ma almeno un referto della polizia lo nega. Il resoconto della Johns al reporter Paul Avery del Chronicle indica che il suo rapitore scese dall'auto e si mise a cercarla al buio con una torcia; tuttavia, nelle due denunce sporte alla polizia, affermò che egli non lasciò il veicolo. Alcuni resoconti affermano che l'auto della Johns venne spostata e poi le venne dato fuoco, mentre altri al contrario affermano che si trovasse nel punto in cui la donna l'aveva lasciata. Le discrepanze tra i racconti della Johns negli anni hanno portato molti studiosi a chiedersi se ella sia stata effettivamente una tentata vittima di Zodiac.

### Altre lettere

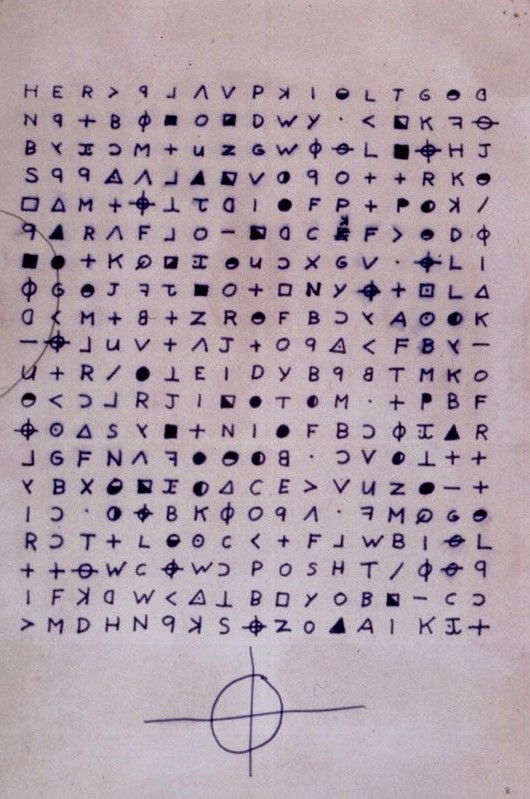
Lettera del killer dello Zodiaco inviata al San Francisco Chronicle, 8 novembre 1969

Zodiac continuò a comunicare con le autorità attraverso lettere e biglietti di auguri inviati alla stampa per il resto del 1970. In una lettera imbucata il 20 aprile 1970 Zodiac scrisse: «Il mio nome è [spazio vuoto]», seguito da un messaggio cifrato di 13 caratteri. Quindi affermò di non essere responsabile per il recente attentato con una bomba in una stazione di polizia di San Francisco, costato la vita al sergente Brian McDonnell il 18 febbraio 1970, ma aggiunse: «there is more glory to killing a cop than a cid [sic] because a cop can shoot back» ("c'è più gloria a uccidere un poliziotto che un cittadino perché un poliziotto può rispondere al fuoco"). La lettera conteneva lo schema di una bomba che Zodiac dichiarò di voler usare per far esplodere uno scuolabus. In calce, aveva scritto: " = 10, SFPD = 0".

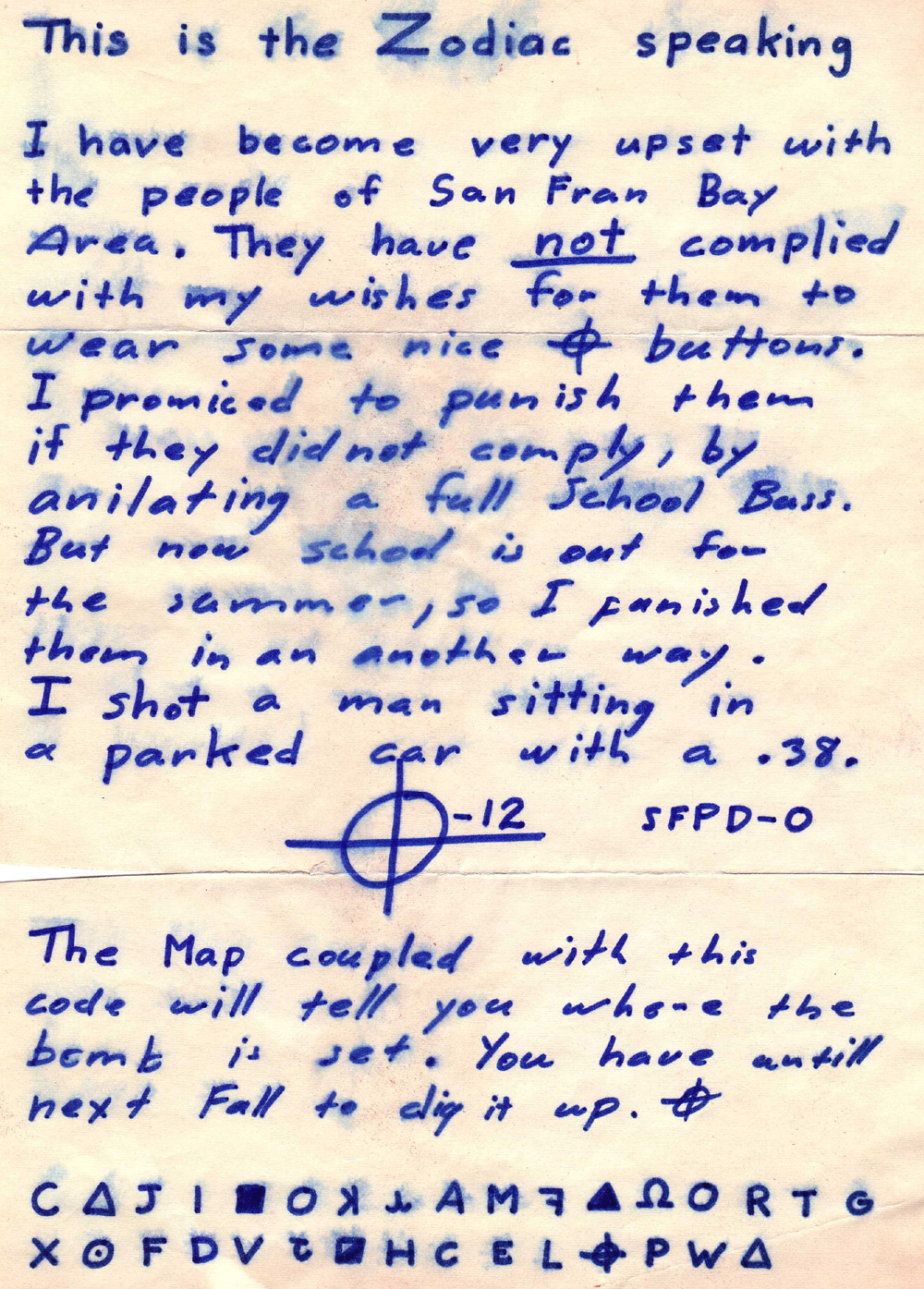
Lettera di Zodiac, 26 giugno 1970

Zodiac inviò un biglietto di saluti timbrato 28 aprile 1970 al Chronicle: «I hope you enjoy yourselves when I have my BLAST» ("Spero che vi divertirete quando avrò la mia ESPLOSIONE"), seguito dal consueto simbolo. Sul retro del biglietto, Zodiac minacciava di usare presto la sua bomba su uno scuolabus se il giornale non avesse pubblicato tutti i dettagli che scriveva. Inoltre avrebbe voluto cominciare a vedere la gente portare "qualche bella spilletta di Zodiac", e in una lettera successiva datata 26 giugno 1970 scrisse che era arrabbiato perché non vedeva ancora nessuno con queste spillette. Disse: «Ho sparato a un uomo seduto in una macchina parcheggiata con una .38.». È stata avanzata l'ipotesi che qui egli si riferisse all'omicidio dell'agente Richard Radetich di una settimana prima, il 19 giugno. Alle 5:25 di mattina questi stava scrivendo una multa per divieto di sosta nella sua auto, quando qualcuno gli sparò alla testa con una pistola calibro .38; il poliziotto morì quindici ore dopo. La polizia di San Francisco nega che il serial killer Zodiac abbia avuto a che fare con questo delitto, che rimane ancora oggi senza colpevole.
Assieme alla lettera c'era una mappa della San Francisco Bay Area: in corrispondenza del Monte Diablo, Zodiac aveva tracciato un cerchio attraversato da una croce, simile al simbolo comparso nelle precedenti lettere. In cima al cerchio aveva tracciato uno zero, quindi un 3, un 6 e un 9, a formare il quadrante di un orologio. Una scritta indicava che lo zero "era fissato a Mag. N". Nella lettera vi era inoltre un messaggio cifrato di 32 lettere che, affermò il killer, assieme al codice, avrebbe condotto al luogo in cui si trovava una bomba che aveva seppellito e programmato perché scoppiasse in autunno (la bomba non fu mai trovata). Il tutto firmato " = 12, SFPD = 0".
In un'altra missiva al Chronicle (24 luglio 1970) Zodiac rivendicò il rapimento di Kathleen Johns, quattro mesi dopo l'accaduto.
Nella lettera del 26 luglio 1970 Zodiac parafrasò una canzone dall'opera comica The Mikado, aggiungendo strofe di sua invenzione nelle quali parlava di fare una "piccola lista" dei modi in cui pensava di torturare i suoi "schiavi" in "paradiso". Si firmava con un simbolo molto più grande del solito e un nuovo punteggio: " = 13, SFPD = 0". Un'ultima annotazione in fondo alla lettera diceva: «P.S. Il codice del M. Diablo riguarda radiante + # pollici lungo il radiante». Nel 1981 Gareth Penn, uno studioso del caso Zodiac, scoprì che un angolo radiante, tracciato sulla mappa secondo le istruzioni del killer, puntava esattamente ai luoghi di due attacchi di Zodiac.

### Riverside
Il 27 ottobre 1970 il giornalista del Chronicle Paul Avery, che si stava occupando del caso Zodiac, ricevette una cartolina di Halloween firmata con una lettera "Z" e con il simbolo di Zodiac già usato in precedenza, contenente il messaggio scritto a mano: «Peek-a-boo, you are doomed» ("Bubu-settete, sei spacciato"). La minaccia venne presa sul serio e finì in prima pagina sul quotidiano. Poco dopo egli ricevette una lettera anonima che lo metteva in guardia dalle somiglianze tra le attività di Zodiac e l'omicidio irrisolto di Cheri Jo Bates, avvenuto quattro anni prima al college di Riverside (California), nell'area di Los Angeles, più di 640 km a sud di San Francisco. Avery riportò le sue scoperte sul Chronicle del 16 novembre 1970.
Il 30 ottobre 1966 la Bates trascorse la serata nella biblioteca del campus fino alla chiusura alle 21. I vicini riportarono di aver udito un grido intorno alle 22:30. La ragazza fu trovata morta la mattina seguente a poca distanza dalla biblioteca, tra due case abbandonate, in lista per essere demolite per ristrutturazione del campus. I fili della calotta dello spinterogeno della sua Volkswagen erano stati strappati. Era stata brutalmente picchiata e pugnalata a morte. Un orologio da uomo della Timex con il cinturino strappato fu ritrovato nelle vicinanze. L'orologio aveva le lancette ferme alle 00:24, ma è probabile che l'attacco fosse avvenuto molto prima; furono inoltre scoperte orme di una scarpa simile a quelle militari.
Un mese dopo, il 29 novembre 1966, delle lettere quasi identiche battute a macchina furono spedite alla polizia di Riverside e alla redazione del giornale Riverside Press-Enterprise. Intitolando la lettera The Confession ("La confessione"), l'autore rivendicò l'omicidio della Bates, fornendo dettagli del crimine non diffusi al pubblico, e avvisò che ella "non è la prima e non sarà l'ultima".
Nel dicembre del 1966 venne ritrovata una poesia intagliata sul lato inferiore di una scrivania nella biblioteca del Riverside City College. Il linguaggio e la grafia della poesia, intitolata Sick of living/unwilling to die ("Disgustato dalla vita/non disposto a morire"), assomigliavano a quelli delle precedenti lettere di Zodiac: essa fu firmata con ciò che si presumono essere le iniziali "rh". Sherwood Morrill, il principale esaminatore di documenti della California, consultato in seguito, affermò che la poesia era stata scritta da Zodiac.
Il 30 aprile 1967 — a sei mesi esatti dall'omicidio della Bates — il padre della ragazza, Joseph, il Press-Enterprise e la polizia di Riverside ricevettero tutti lettere quasi identiche: con una scrittura scarabocchiata, le copie inviate al Press-Enterprise e alla polizia recitavano: «Bates had to die there will be more» ("Bates doveva morire ce ne saranno ancora"), con un piccolo scarabocchio sul fondo che assomigliava alla lettera "Z". La copia inviata a Joseph Bates recitava: «She had to die there will be more» ("Lei doveva morire ce ne saranno ancora"), senza la "firma" con la Z.
Il 13 marzo 1971, quasi quattro mesi dopo il primo articolo di Paul Avery sul caso Bates, Zodiac inviò una lettera al Los Angeles Times: in essa attribuì alla polizia, invece che ad Avery, la scoperta delle sue "attività" di Riverside, ma aggiunse: «they are only finding the easy ones, there are a hell of a lot more down there» ("hanno trovato solo le più facili, ce ne sono maledettamente di più laggiù").
Il collegamento tra Cheri Jo Bates, Riverside e Zodiac rimane incerto. Il Dipartimento di Polizia di Riverside sostiene che l'omicidio di Bates non è stato commesso da Zodiac, ma ammette che alcune delle lettere su di lei possono essere state scritte da lui per farsi attribuire, a torto, il "merito".

### Lake Tahoe
Il 22 marzo 1971 in una cartolina ricevuta dal Chronicle e indirizzata a "Paul Averly" [sic] (Paul Avery) e attribuita a Zodiac, questi sembrò prendersi la responsabilità della scomparsa di Donna Lass da South Lake Tahoe il 26 settembre 1970. Composta da un collage di lettere dell'alfabeto ritagliate da pubblicità e pagine di riviste, vi era anche un'immagine pubblicitaria di Forest Pines e il testo: "Sierra Club", "trovata vittima 12", "guardate tra i pini", "perlustrate l'area di Lake Tahoe" e "in giro nella neve". Il simbolo di Zodiac del cerchio attraversato da una croce era al posto dell'indirizzo del mittente.
Donna Lass era un'infermiera presso l'hotel e casinò Sahara Tahoe. Il 26 settembre smise di lavorare verso le 2 di notte, dopo aver assistito l'ultimo paziente verso le 1:40: non fu vista lasciare il suo ufficio. La mattina seguente, la sua divisa e le sue scarpe da lavoro vennero trovate in un sacchetto di carta nel suo ufficio, coperte di sporcizia, senza che si potesse spiegarne il motivo. La sua auto venne trovata nel complesso abitativo dove viveva e il suo appartamento era perfettamente in ordine. Più tardi, quello stesso giorno, sia il suo datore di lavoro sia il suo padrone di casa ricevettero telefonate da uno sconosciuto di sesso maschile che affermava, falsamente, che la Lass aveva dovuto lasciare la città per un'emergenza familiare. La polizia e l'ufficio dello sceriffo trattarono inizialmente il caso della Lass come un semplice caso di scomparsa, ritenendo che fosse semplicemente partita di sua volontà. Ella non venne mai più ritrovata. Venne scoperto un sito che a un primo esame sembrò essere il luogo di sepoltura, vicino a Claire Tappan Lodge, a Norden (California), nel terreno del Sierra Club, ma gli scavi portarono alla luce solo un paio di occhiali da sole.

### Santa Barbara
In un articolo sul Vallejo Times-Herald del 13 novembre 1972, il detective di Santa Barbara Bill Baker sosteneva che l'omicidio di una giovane coppia nella contea omonima poteva essere stato opera di Zodiac.
Il 4 giugno 1963 (cinque anni e mezzo prima del primo omicidio accertato di Zodiac, a Lake Herman Road) il liceale all'ultimo anno Robert Domingos e la sua ragazza Linda Edwards, che avevano saltato le lezioni per il cosiddetto "Senior Ditch Day" (giorno in cui tradizionalmente tutti gli studenti dell'ultimo anno non si presentano alle lezioni) furono uccisi con arma da fuoco su una spiaggia vicino a Lompoc (California). La polizia ipotizzò che l'aggressore avesse cercato di legare le vittime, ma quando esse riuscirono a liberarsi e tentarono di scappare, avesse loro sparato ripetutamente alla schiena e al torace con un'arma calibro .22, quindi avesse trascinato i corpi in una capanna nei pressi e cercato, senza riuscirci, di bruciarla.
Alcuni ritengono che l'omicidio di Domingos e della Edwards sia opera di Zodiac a causa delle somiglianze tra questo caso e l'attacco a Lake Berryessa.

### Le ultime lettere
Dopo la cartolina di Forest Pines, Zodiac rimase in silenzio per quasi tre anni, dopodiché il Chronicle ricevette un'altra sua lettera, timbrata 29 gennaio 1974, che lodava il film L'esorcista, definendolo «the best saterical [sic] comidy [sic]» ("la miglior commedia satirica") che avesse mai visto. La lettera includeva anche un frammento di verso da The Mikado, nel quale si descrive il suicidio per annegamento di un uccello, e un simbolo in fondo, diverso da quello solito, il cui significato non è mai stato spiegato dagli esperti. Zodiac concludeva con un nuovo punteggio: "Io = 37, SFPD = 0".
Il Chronicle ricevette ancora un'altra lettera, timbrata 14 febbraio 1974, che informava il direttore che le iniziali del Symbionese Liberation Army, gruppo di guerriglia urbana che proprio in quei giorni aveva attirato l'attenzione del mondo intero rapendo l'ereditiera Patricia Campbell Hearst, formavano una parola che in norreno significa "uccidere". Tuttavia, la calligrafia non venne ritenuta autentica di Zodiac.
In un'altra lettera ricevuta dal quotidiano, timbrata 8 maggio 1974, lamentò che il recente film La rabbia giovane era una "glorificazione dell'omicidio" e chiedeva al giornale di non pubblicizzarlo. Firmata semplicemente "Un cittadino", la scrittura, il tono e l'ironia che la caratterizzavano erano molto simili a quelli di precedenti comunicazioni di Zodiac.
Il Chronicle ricevette poi una lettera anonima timbrata 8 luglio 1974, firmata "il Fantasma Rosso (rosso di rabbia)", che si lamentava dell'editorialista Marco Spinelli. La paternità di Zodiac di questa lettera è ancora controversa.

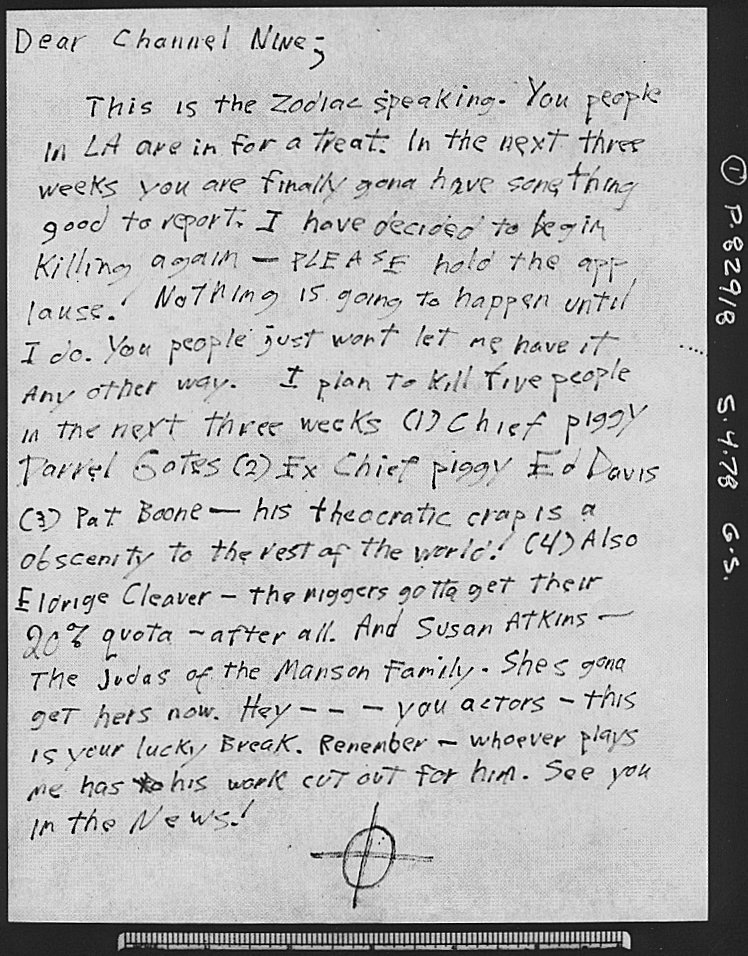
Presunta lettera di Zodiac del 4 maggio 1978

Passarono altri quattro anni senza comunicazioni — presunte o verificate — da parte di Zodiac. Una lettera del 24 aprile 1978 venne inizialmente ritenuta autentica, ma fu dichiarata un falso da tre altri esperti calligrafi meno di tre mesi dopo; in anni recenti, tuttavia, il giudizio sulla stessa lettera è stato da qualcuno ancora rovesciato e c'è chi la ritiene autentica. Toschi, il detective della Omicidi di San Francisco cui era affidato il caso Zodiac sin dai tempi dell'omicidio di Stine, venne sospettato di averla scritta, poiché lo scrittore Armistead Maupin la ritenne simile a certe lettere di "ammiratori" che aveva ricevuto nel 1976 e che credeva fossero state scritte da Toschi. Pur ammettendo di aver scritto le lettere a Maupin, Toschi negò di aver falsificato la lettera di Zodiac e venne infine prosciolto da ogni accusa. L'autenticità della lettera rimane quindi incerta. Il 4 maggio 1978 fu la volta di un'altra "presunta" lettera del killer dello Zodiaco; in essa l'autore minacciava di morte vari personaggi, tra i quali Eldridge Cleaver, Pat Boone e Susan Atkins, definita "il giuda della famiglia Manson".
Il 3 marzo 2007 venne reso noto che un biglietto di auguri natalizi inviato al Chronicle e timbrato 1990 a Eureka, California, era stato recentemente scoperto negli archivi del giornale da un assistente di redazione, Daniel King. Dentro la busta, assieme al biglietto, c'era la fotocopia di due chiavi del Servizio Postale statunitense con un portachiavi magnetico. La calligrafia sulla busta somiglia a quella di Zodiac, ma la lettera venne dichiarata un falso dall'esaminatore di documenti forensi Lloyd Cunningham: non tutti gli studiosi del caso Zodiac, tuttavia, concordano con il suo giudizio. Sulla busta non c'è indirizzo del mittente e non compare da nessuna parte il simbolo del cerchio con la croce. Il biglietto di auguri non presenta scritte. Il Chronicle passò tutto il materiale al Dipartimento di Polizia di Vallejo per le indagini del caso.

## Stato delle indagini
Gli ultimi investigatori della SFPD sul caso Zodiac furono gli ispettori della Omicidi Michael N. Maloney e Kelly Carroll. Essi furono i primi a effettuare test del DNA sulle lettere di Zodiac, che portarono a un profilo genetico parziale. I test sembrano aver definitivamente scagionato il principale sospettato, Arthur Leigh Allen, e anche il sospettato di Mike Rodelli, un investigatore dilettante, cioè un noto uomo d'affari di San Francisco che viveva vicino al luogo del delitto di Paul Stine.
La SFPD dichiarò il caso "inattivo" nell'aprile 2004, adducendo il gran numero di casi e la mancanza di risorse. Il caso fu riaperto all'incirca a marzo 2007 e le prove vennero inviate alla polizia di Vallejo per effettuare altri test del DNA. L'indagine su Zodiac rimane tuttora in corso anche in altre giurisdizioni.
L'11 dicembre 2020 è stata pubblicata la notizia, confermata dall'FBI, che lo statunitense David Oranchak, il programmatore belga Jarl Van Eycke e l’australiano Sam Blake hanno decriptato il testo cifrato di 340 caratteri inviato da Zodiac al San Francisco Chronicle l'8 novembre 1969. Il messaggio recita:

## Sospettati

### Arthur Leigh Allen
Sebbene molte persone, nel corso degli anni, siano state sospettate di essere Zodiac, solo su una, Arthur Leigh Allen (18 dicembre 1933 - 26 agosto 1992), la polizia indagò approfonditamente. Nel luglio 1971 un amico di Allen riferì i suoi sospetti su di lui al Dipartimento di Polizia di Manhattan Beach, California, e il rapporto venne immediatamente inoltrato al San Francisco Police Department. Interrogato, Allen affermò, senza esserne stato sollecitato, che i coltelli insanguinati collocati nella sua auto il giorno dell'attacco di Zodiac al lago Berryessa gli erano serviti per uccidere dei polli; quando gli fu chiesto se avesse letto La partita più pericolosa, da cui era stata ripresa l'idea dell'uomo come "animale più pericoloso da cacciare", rispose di sì e che gli aveva fatto una grande impressione.
Allen fu l'unico sospettato contro cui la polizia ebbe abbastanza prove a carico per eseguire non uno ma tre mandati di perquisizione: il 14 settembre 1972, il 14 febbraio 1991 e il 28 agosto 1992, due giorni dopo la sua morte. Allen negò sempre tutto, ma contro di lui c'erano un gran numero di prove circostanziali.
La polizia però non trovò mai prove certe del fatto che Allen fosse il Killer dello Zodiaco, e il Dipartimento di Polizia di Vallejo decise di non incriminarlo, sebbene egli fosse già stato condannato per reati sessuali e nella sua casa, nella perquisizione del 1991, fossero stati trovati armi ed esplosivo. Infine, la grafia di Allen non corrispondeva a quella in cui erano vergati i messaggi di Zodiac, le sue impronte non corrispondevano a quelle sospettate di essere di Zodiac e nessuna prova concreta di un suo coinvolgimento negli omicidi fu mai trovata: recenti test del DNA, nel 2002, su sospette lettere di Zodiac non diedero risultati positivi. Tuttavia, né Vallejo né San Francisco esclusero mai Allen dalla lista dei sospetti anche dopo i risultati dei test.

### Earl Van Best
Mentre era alla ricerca di suo padre biologico, Gary L. Stewart scopre delle somiglianze tra suo padre biologico Earl Van Best e l'identikit del killer dello zodiaco; Stewart ha scritto un libro (che si è rivelato un best seller) sull'argomento nel 2014, su cui poi è stata realizzata una docu-serie di 4 puntate.

### Guy Ward Hendrickson
In un'intervista, riportata dal settimanale Gente, Deborah Perez, agente immobiliare americana, ha rivelato di aver scoperto di essere la figlia di Zodiac e di averlo seguito in un paio dei suoi delitti, all'epoca ancora bambina. Ella sostiene di aver sentito degli spari, ma suo padre le disse che erano solo dei petardi. Il presunto Zodiac sarebbe secondo questa versione Guy Ward Hendrickson, un insospettabile falegname dal carattere burbero ma premuroso, che morì nel 1983 a 68 anni. Le prove che lo potrebbero inchiodare sono gli occhiali del tassista, ultima vittima di Zodiac, che avrebbe rubato dopo il delitto; la sua descrizione, infatti, potrebbe corrispondere all'identikit disegnato nel 1970 per la sua taglia di ricercato. Deborah Perez sarebbe in grado anche di decifrare i messaggi in codice che Zodiac inviava alla polizia. Tuttavia in seguito la Perez ha dichiarato di essere la figlia illegittima di John Fitzgerald Kennedy, quindi la sua dichiarazione non è più considerata credibile.

### Joseph alias Giuseppe "Joe" Bevilacqua
In un'inchiesta condotta in proprio dal giornalista freelance Francesco Amicone, figlio del più noto Luigi Amicone, Zodiac viene identificato in Giuseppe alias Joseph Bevilacqua, chiamato "Joe" (Totowa, New Jersey, 20 dicembre 1935 - 23 dicembre 2022, Sesto Fiorentino), testimone del processo Pacciani sul caso Mostro di Firenze.
I primi articoli dell'inchiesta di Amicone sulla connessione "Mostro-Zodiac" vengono pubblicati nel maggio 2018 da tempi.it e Il Giornale. Usciranno due nuovi articoli nel 2021 su Libero. Da allora, il giornalista proseguirà a dare aggiornamenti sul suo blog ostellovolante. Nel corso degli anni la vicenda, raccontata anche in un podcast di Lucky Red intitolato "La teoria dell'acqua" nel 2023, sarà più volte citata dai media italiani, tra i quali il programma "Pulp Podcast" condotto dal rapper Fedez e dallo youtuber Mr. Marra nel marzo 2025.
Bevilacqua diventa oggetto delle attenzioni di Amicone nel 2017. Sulla base di alcune ricerche, il giornalista ritiene che l'italo-americano possa essere non solo il Mostro ma il serial killer statunitense Zodiac.
Fra il 1974 e il 1988 Bevilacqua ha risieduto e lavorato al Cimitero Americano di Firenze (situato nell'area a sud di Firenze dove sono avvenuti la maggior parte degli omicidi del Mostro) diventandone direttore nel 1977. Nel 1994 ha deposto al Processo Pacciani, dichiarando alla Corte di aver identificato l'imputato in uno sconosciuto avvistato qualche giorni prima dell'ultimo duplice omicidio ai margini di un bosco nell'area del delitto. Bevilacqua ha anche affermato di avere visto le ultime vittime del Mostro due volte nei giorni antecedenti al duplice omicidio, l'ultima sulla piazzola che sarebbe diventata la scena del crimine, distante poche centinaia di metri dal cimitero.
Il 1º marzo 2018, alla Stazione Carabinieri di Lecco, Amicone sporge denuncia contro Bevilacqua per un'ammissione di colpevolezza (non registrata) per il crimini del Mostro e Zodiac, avvenuta in seguito ad alcuni incontri nella primavera-estate del 2017. L'italo-americano, apparentemente convinto da Amicone a costituirsi, avrebbe fatto intendere di avere la pistola del Mostro oltre che confermare implicitamente al giornalista di essere il serial killer americano. Dei colloqui fra Bevilacqua e Amicone ne verranno riscontrati sette in sei giorni duranti all'incirca due, tre ore, risalenti al periodo 26 maggio - 10 agosto 2017, in un'analisi dei tabulati telefonici del 2018 del ROS Carabinieri di Firenze.
Nel maggio 2018, Amicone porta allo scoperto la carriera ventennale di Bevilacqua nell'esercito americano, anticipando agli inquirenti che l'italo-americano, a suo dire, conosceva Pacciani, come lo stesso Bevilacqua conferma nelle sue dichiarazioni successive al ROS contraddicendosi con quanto da lui testimoniato nel 1994.
Nel 1968 Bevilacqua era in Vietnam, ma secondo il giornalista avrebbe sostituito i reperti trovati nel fascicolo Mele nel 1982 per attribuirsi il delitto di Signa. A questo proposito, nel 2021 Amicone allegherà a un'integrazione alla denuncia a carico di Bevilacqua una relazione contenente 21 interviste ad esperti balistici e i risultati di un test al poligono da cui si evincerebbe che i proiettili e bossoli della pistola del Mostro trovati nel fascicolo Mele potrebbero non essere gli stessi del 1968, fornendo una ricostruzione del possibile depistaggio.
Dopo la pubblicazione dei primi articoli di Amicone sulla connessione Mostro-Zodiac nel 2018, Bevilacqua nega ogni addebito e querela il giornalista per diffamazione.
La delega per gli accertamenti investigativi al ROS di Firenze firmata dal procuratore aggiunto di Firenze Luca Turco, titolare delle indagini sul Mostro, risale al 29 maggio 2018. Già il 2 giugno 2018, rompendo il riserbo la Procura di Firenze comunica informalmente tramite La Nazione che la denuncia di Amicone sarebbe priva di riscontri, rendendo indirettamente noto il fatto che manchi una registrazione dell'ammissione. All'epoca di questa comunicazione, risulta già emersa la contraddizione sulla conoscenza di Pacciani da parte di Bevilacqua, che lo ha rivelato ai Carabinieri durante l'unico accertamento effettuato fino ad allora, cioè sentirlo a sommarie informazioni nella sua abitazione alla presenza della moglie, una figlia e del nipote. La decisione di sentire l'italo-americano a casa sua in presenza dei parenti sarebbe stata presa per l'età avanzata e il suo stato di apprensione, riferisce il comandante del ROS di Firenze Giuseppe Colizzi, che conduce le indagini sul campo, e avrebbe impedito di prelevarne il DNA, acquisito solo nel 2020 dalla Procura di Siena, PM Nicola Marini, nell'ambito delle indagini sull'omicidio della taxista Alessandra Vanni.
Dopo l'acquisizione del DNA di Bevilacqua da parte della Procura di Siena, il suo profilo genetico messo in condivisione nel database del Ministero degli Interni non viene trasmesso alle autorità statunitensi competenti nel caso Zodiac dalla Procura di Firenze, che anzi respinge le richieste in tal senso da parte dei legali di Amicone indagato per diffamazione nel 2022, tanto che dopo essere stato autorizzato per indagini difensive dal sostituto procuratore Marini, è lo stesso giornalista a trasmetterlo nel novembre 2023.
Secondo Amicone, Bevilacqua sarebbe "Ulisse", il cittadino americano al quale il postino Mario Vanni, presunto complice del Mostro di Firenze, ha attribuito i delitti del serial killer fiorentino.
Zodiac ha fatto numerosi riferimenti all'acqua nella scelta delle scene del crimine.. Nel libro Zodiac, Robert Graysmith sottolinea che ogni scena del crimine contiene un riferimento all'acqua. Un analogo riferimento all'acqua si trova anche nei ritagli della rivista utilizzati per comporre la lettera del Mostro a Silvia Della Monica.
Amicone ha approfondito l'osservazione di Graysmith riconducendola all'identità del serial killer. Secondo Amicone, i riferimenti all'acqua presenti nelle lettere dei due serial killer sono una "firma" collegata al nome dell'autore dei delitti, che stando alla sua decifrazione dei 13 caratteri del "My name is" cipher della lettera di Zodiac del 20 aprile 1970 sarebbe "Joe Bevilacqua".
Durante i colloqui del 2017 l'italo-americano avrebbe confidato ad Amicone di aver lavorato a cavallo degli anni '60 e '70 per vari distaccamenti di Criminal Investigation dell'esercito statunitense (oggi Criminal Investigation Division). Nel farlo, avrebbe citato i nomi di alcuni colleghi, rivelandogli di essere stato nell'area di San Francisco durante il periodo di attività di Zodiac per svolgere attività investigativa sotto copertura.
Bevilacqua avrebbe detto ad Amicone di avere partecipato alle indagini sul caso "Khaki Mafia", che vedeva come indagato principale il primo Sergente Maggiore dell'Esercito statunitense William O. Wooldridge. Amicone ha in seguito dichiarato ai Carabinieri che Bevilacqua avrebbe sostenuto di conoscere il contadino di Mercatale già all'epoca dei delitti del Mostro, smentendo la sua deposizione del 1994. Il 30 maggio 2018, Bevilacqua ha effettivamente cambiato versione dei fatti dichiarando ai Carabinieri che già quando risiedeva a Firenze si fosse imbattuto in Pacciani più di una volta.
L'indagine per omicidio su Bevilacqua della Procura di Firenze scaturita dall'inchiesta di Amicone si conclude con un'archiviazione nel 2021 su richiesta del procuratore aggiunto di Firenze Luca Turco. I parenti delle vittime non vengono avvertiti. Secondo il pm, non ci sarebbero indizi di colpevolezza a carico dell'italo-americano. Nel febbraio 2022, viene notificata ad Amicone la chiusura delle indagini preliminari per la presunta diffamazione di Bevilacqua nel febbraio 2022.
Bevilacqua muore per cause naturali all'età di 87 anni il 23 dicembre 2022, poche settimane dopo il rinvio a giudizio di Amicone.
Due anni prima, su iniziativa del sostituto procuratore di Siena Nicola Marini, il DNA di Bevilacqua è stato prelevato nell'ambito delle indagini sull'omicidio della taxista Alessandra Vanni, risultando negativo al confronto.
Nel novembre 2023, ottenuta un'autorizzazione per indagini difensive dal pm Marini, Amicone invia il profilo genetico di Bevilacqua alle autorità statunitensi che indagano sul caso Zodiac.
Nel dicembre 2024, Amicone viene condannato per diffamazione dal Tribunale di Firenze a una multa di 5000 euro e a risarcire la moglie e due figlie di Bevilacqua costituitesi parti civili. Secondo le motivazioni della sentenza firmate dalla giudice Serafina Cannatà, la connessione "Zodiac - Mostro di Firenze" sarebbe una "stravagante teoria" smentita "da ambienti investigativi qualificati". Nel marzo 2025, Amicone ha dichiarato in un comunicato su "Pulp Podcast" condotto dal rapper Fedez che ci sarebbe un'indagine in corso su Bevilacqua negli Stati Uniti e a Firenze, informazione che per ora non ha ricevuto né conferme né smentite ufficiali.

### Gary Francis Poste
Il 6 ottobre 2021, The Case Breakers, un team indipendente di 40 ex investigatori delle forze dell'ordine, ufficiali dell'intelligence militare e giornalisti, ha affermato di aver identificato lo Zodiac Killer come Gary Francis Poste, un assassino che agiva nella regione di Riverside nello stesso periodo di attività di Zodiac, ma questa informazione non è stata confermata dal dipartimento di polizia di Vallejo. I Case Breakers hanno chiesto alla polizia di testare le prove del DNA di Zodiac per confermare che corrispondano al DNA di Gary Francis Poste.

## Influenza culturale

### Cinema
- Direttamente ispirato alla vicenda, nel 2007 è stato realizzato il film Zodiac, diretto da David Fincher. Basato su due libri-inchiesta di Robert Graysmith, Zodiac e Zodiac Unmasked: The Identity of America's Most Elusive Serial Killer, e girato a San Francisco e Los Angeles, ha per protagonisti Jake Gyllenhaal nel ruolo di Graysmith, Robert Downey Jr. (Avery), Mark Ruffalo (Toschi), Brian Cox (Belli), Anthony Edwards (Armstrong) e John Carroll Lynch (Allen). Nel film si sostiene la tesi della colpevolezza di Allen, anche se la verità non fu mai dichiarata.
- Nel 2005 il regista Ulli Lommel ha realizzato il film Zodiac Killer (Zodiac Killer), seguito nel 2007 dal film La maledizione dello Zodiaco (Curse of the Zodiac), entrambi dedicati a questa vicenda.

### TV
- Nella seconda stagione (1996) della serie TV Nash Bridges, ambientato a San Francisco, il protagonista, interpretato da Don Johnson, è sulle tracce di un serial killer che copia gli omicidi di Zodiac. L'episodio The Zodiac termina con il vero Zodiac che fa una telefonata di sfida a Bridges.
- Nel quarto episodio della quinta stagione di American Horror Story: Hotel (2016), il vecchio proprietario dell'hotel, Mr. March, interpretato da Evan Peters, organizza ogni anno una cena, chiamata la Notte del Diavolo, in cui i più noti serial killer americani, che erano passati nell'albergo prima della loro cattura o morte, si riuniscono e celebrano i loro crimini, tra essi anche Zodiac. Inoltre anche nel settimo episodio della settima stagione, Cult (2017), una donna (Valerie Solanas, famosa per aver attentato alla vita di Andy Warhol) afferma che gli omicidi attribuiti a Zodiac fossero in realtà opera sua e di un gruppo di donne che seguivano un manifesto chiamato "SCUM", che vantava la supremazia della donna e riteneva l'uomo causa di tutti i mali del mondo.
- Nell'undicesimo episodio della settima stagione di Criminal Minds, il BAU si reca a San Francisco quando una serie di omicidi porta la squadra a credere nella possibilità che il killer dello zodiaco possa essere tornato.
- Nel quindicesimo episodio della prima stagione di MacGyver, il team indaga su un crimine, sospettando che il Killer dello Zodiaco degli anni settanta sia tornato.
- Nel 2024 viene distribuito il documentario This is the Zodiac speaking sulla piattaforma di streaming digitale Netflix.

### Libri
- Jerry Weissman scrisse The Zodiac Killer nel 1979.
- Il saggio del 1986, Zodiac, di Robert Graysmith, è un'inchiesta molto approfondita sul caso ed è servito da base per il film del 2007 Zodiac, con Jake Gyllenhaal (che interpreta proprio il ruolo dello scrittore).
- Il romanzo Il gioco di Zodiac (Hour Game) di David Baldacci (2004) ha come antagonista un serial killer che ha come modello il modus operandi di Zodiac.

### Fumetti
- Steven Friel scrisse e disegnò la storia The Zodiac, in Killer Komix, rivista inglese, nel 1992.